# Canto dei deportati

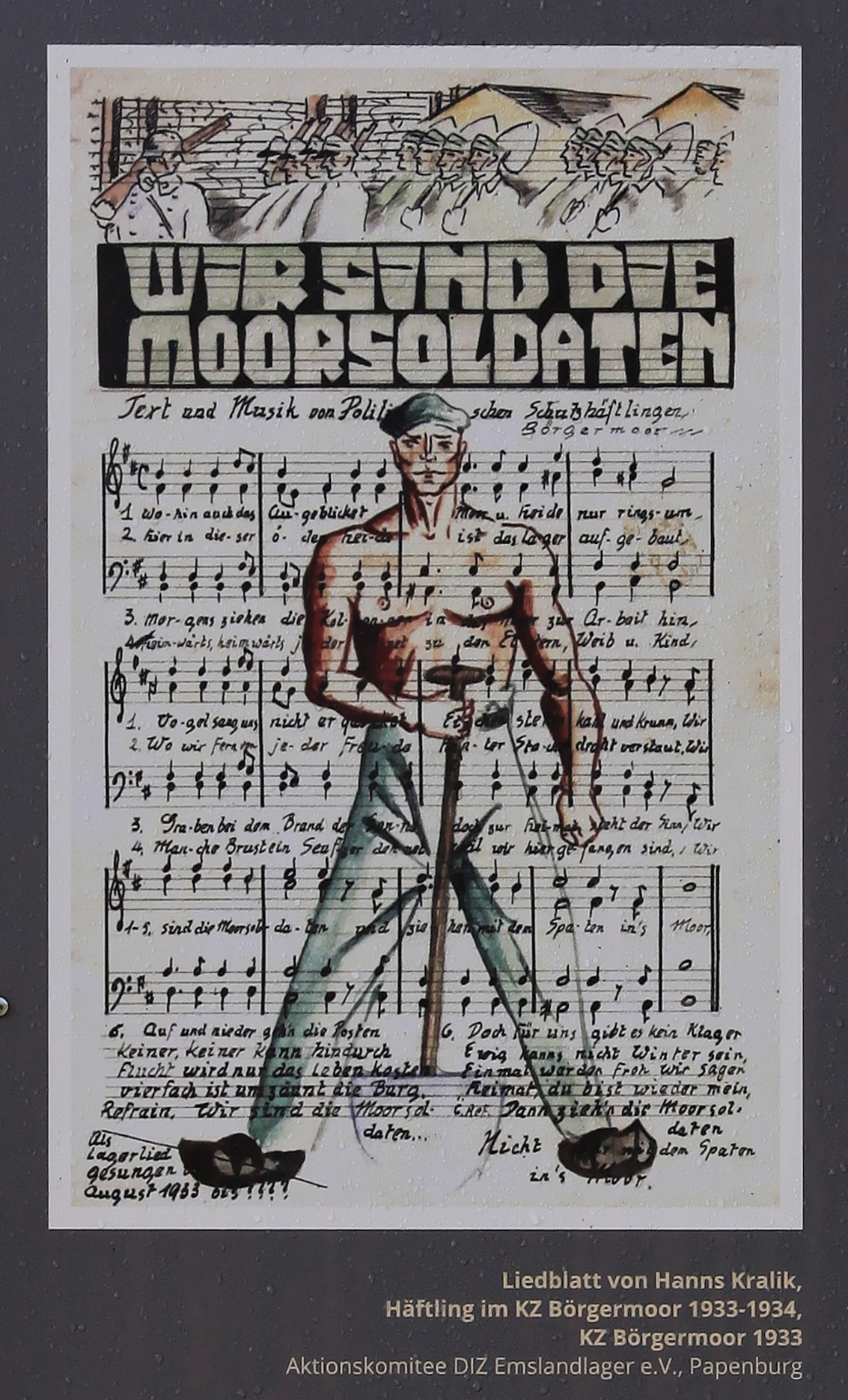
Spartito di Hanns Kralik (prigioniero a Börgermoor dal 1933 al 1934)

Il Canto dei deportati (in tedesco: Die Moorsoldaten, letteralmente «I soldati della torbiera») è un canto della Resistenza tedesca scritto nel 1933 dai prigionieri del campo di concentramento di Börgermoor presso Papenburg nell'Emsland. Nel lager erano internati soprattutto oppositori del regime nazista, sfruttati nella coltivazione della torbiera con arnesi rudimentali come le pale.

## Storia

### Origini
Il canto fu eseguito il 27 agosto 1933 in uno spettacolo intitolato Zirkus Konzentrazani (parodiante il nome del circo Sarrasani di Dresda) da sedici prigionieri, per lo più ex membri della corale operaia di Solinger. Autori del testo erano il minatore Johann Esser e l'attore e regista Wolfgang Langhoff, della musica il commesso Rudi Goguel. Questi rammentò in seguito:
Due giorni dopo il comando del lager vietò la canzone. Furono però le guardie del campo a chiedere che il canto dei prigionieri fosse di nuovo eseguito nelle loro marce per recarsi al lavoro.

### Diffusione
Il Canto dei deportati fu diffuso dai prigionieri liberati o trasferiti in altri lager. Nel 1935, a Londra, giunse all'orecchio del compositore austriaco Hanns Eisler, che rielaborò la melodia per il cantante Ernst Busch. Questi, durante la guerra civile spagnola (1936-1939), si arruolò poi nelle Brigate internazionali, in difesa della Repubblica contro il golpe franchista, amplificando così la risonanza della canzone all'estero. L'attacco originale della melodia di Goguel, con le tre ripetizioni della prima nota, suona meno ottimista della versione di Eisler: Goguel aveva colto meglio la disperazione all'origine del canto.
Esistono nel mondo almeno cinquecento versioni del Canto dei deportati, tradotto in molte lingue: è noto in inglese come The Peat Bog Soldiers, in francese come Chant des marais, in spagnolo come Los soldados del pantano. Tra gli interpreti più noti si annoverano Ernst Busch, Peter Rohland, Hein & Oss, Paul Robeson, Pete Seeger, Perry Friedman, The Dubliners e Hannes Wader. Ne hanno offerto diversi nuovi arrangiamenti i Kölner Saxophon Mafia, Welle: Erdball, Liederjan, i Toten Hosen, gli Schnitter, Michael von der Heide e Helium Vola.
Il Centro di documentazione e informazione sull'Emslandlager di Papenburg pubblicò nel 2002 un doppio CD Das Lied der Moorsoldaten, contenente più di trenta diverse versioni della canzone e la registrazione di diversi commenti, compreso un lungo intervento di Rudi Goguel. In occasione del settantacinquesimo anniversario del Canto il 27 agosto 2008 fu pubblicata una seconda edizione.